# Nick Berg
Nicholas Evan Berg (Filadélfia, 2 de abril de 1978 — Iraque, 7 de maio de 2004) foi um empresário norte-americano de religião judaica que foi ao Iraque depois da invasão pelos Estados Unidos. Ele foi sequestrado e decapitado segundo um vídeo divulgado em maio de 2004 por militantes extremistas islâmicos, em resposta à tortura em Abu Ghraib e abuso de prisioneiros iraquianos pelo exército dos Estados Unidos, parte do chamado programa de tortura da CIA e do exército dos Estados Unidos.
Inicialmente, a tortura em Abu Ghraib foi dita ser resultado de uns poucos militares chamados de "frutas podres". As fotos de tortura publicadas geraram revolta em diversos segmentos da população a nível mundial e sobretudo entre militantes extremistas. Especialistas apontam para o uso de tortura como um dos fatores contribuintes para a radicalizaçāo de grupos extremistas.
Em dezembro de 2014, relatório do Senado Americano confirmou oficialmente a existência do Programa de Tortura americano.
A CIA afirmou que Abu Musab al-Zarqawi foi quem pessoalmente decapitou Berg.

## Desaparecimento e morte
Berg viajava a trabalho quando desapareceu em Bagdá no dia 10 de Abril de 2004. A família tentou de tudo para poder achar Berg, até contrataram um detetive particular. Mas não adiantou. O corpo de Berg foi encontrado decapitado no dia 8 de maio de 2004 em um viaduto de Bagdá por uma patrulha militar dos EUA. A família de Berg foi informada de sua morte dois dias depois.
Em 11 de maio de 2004, o website do grupo militante Ansar al-Muntada publicou um vídeo com o título de abertura de "Abates Musa'b Abu al-Zarqawi, um americano" que mostra Berg sendo decapitado. O vídeo tem cerca de cinco minutos e meio. Berg é visto no vídeo usando um macacão laranja. Ele se identificou: "Meu nome é Nick Berg, o nome do meu pai é Michael, o nome da minha mãe é Susan eu tenho um irmão e uma irmã, David e Sarah. Eu moro em West Chester, Pensilvânia, perto de Filadélfia..." O vídeo mostra Berg cercado por cinco homens usando máscaras. A longa declaração é lida em voz alta. Os homens mascarados, em seguida, convergem para Berg. Dois deles o seguram, enquanto um corta sua cabeça com uma faca. Um grito pode ser ouvido como homens gritar "Allahu Akbar". Depois a cabeça é decepada, um dos homens mostra a para câmera, em seguida, coloca ela sobre o corpo decapitado. Em 14 de maio, a Sky News informou que quatro pessoas haviam sido presas pelo assassinato. Dois deles foram posteriormente libertados após interrogatório. Em 5 de agosto, Le Nouvel Observateur publicou uma reportagem de Sara Daniel detalhando seu encontro com uma Abu Rashid, líder do conselho mujahadeen em Faluja. Ele afirmou que matou Nick Berg, Kim Sun-il e os iraquianos que colaboraram com as forças americanas. Ele também afirmou que tentou fazer uma troca de prisioneiros com Berg e foram impedidos pelo governo dos EUA.